# ۱۲۳۷ (میلادی)
۱۲۳۷ (میلادی) هزار و دویست و سی و هفتمین سال تقویم میلادی است.

## درگذشتگان
پدرت مرد‎